# NGC 4919
NGC 4919 é uma galáxia lenticular (S0) localizada na direcção da constelação de Coma Berenices. Possui uma declinação de +27° 48' 31" e uma ascensão recta de 13 horas, 01 minutos e 17,6 segundos.
A galáxia NGC 4919 foi descoberta em 5 de Maio de 1864 por Heinrich Louis d'Arrest.